# Filialkirche Kirchstetten

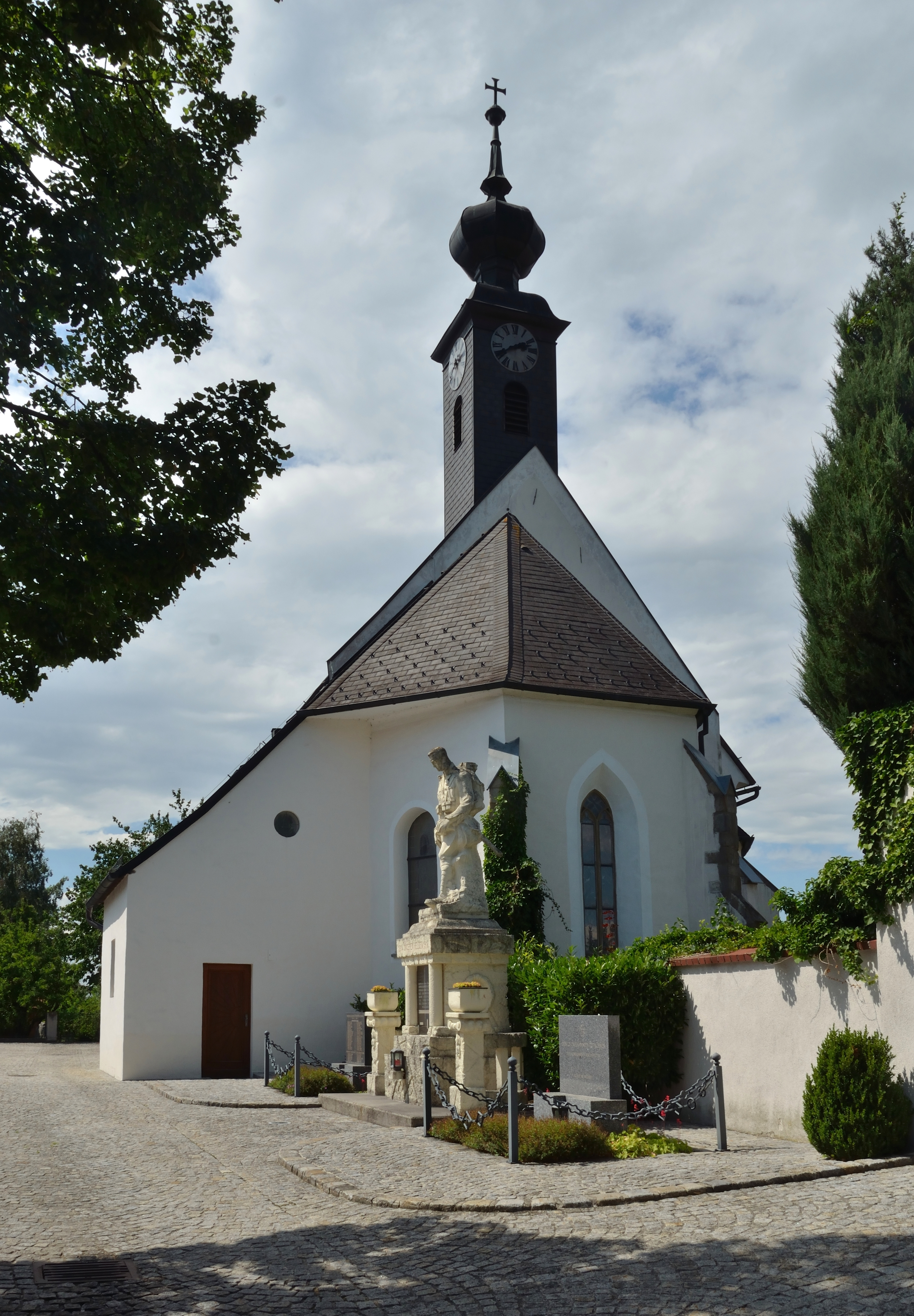
Katholische Filialkirche hl. Veit in Kirchstetten/Niederösterreich

Die Filialkirche Kirchstetten steht an der Ringstraße im Ort Kirchstetten in der Marktgemeinde Kirchstetten im Bezirk St. Pölten-Land in Niederösterreich. Die auf den Heiligen Veit geweihte römisch-katholische Filialkirche der Pfarrkirche Totzenbach gehört zum Dekanat Neulengbach in der Diözese St. Pölten. Die Kirche und der ehemalige Friedhof stehen unter Denkmalschutz (Listeneintrag).

## Geschichte
Von 1130 bis 1683 war Kirchstetten eine selbständige Pfarre. Der gotische Kirchenbau entstand im 14. und 15. Jahrhundert. Die Kirche wurde 1945 durch Bombentreffer beschädigt. 1999/2000 wurde die Kirche restauriert.

## Architektur
Der schlichte gotische zweischiffige Kirchenbau mit zwei polygonalen Chören steht auf einer zur Ringstraße abfallenden Geländestufe und ist von einer Kirchhofmauer und einem ehemaligen Friedhof im Norden umgeben.
Das Hauptschiff des Langhauses aus dem 14. Jahrhundert und das kürzere Nordschiff aus dem 15. Jahrhundert haben ein gemeinsames einheitliches hohes Satteldach, die zwei Chöre stehen jeweils unter einem niedrigeren First. Das nördliche Seitenschiff, eine ehemalige Kapelle, aus dem 14. Jahrhundert ist nördlich zum Nordschiff eingezogen, was sich als Mauerrücksprung zeigt. Das Kirchenäußere zeigt sich mit abgetreppten Strebepfeilern, mit ein- und zweibahnigen Maßwerkfenstern, sowie mit barocken Rundbogen- und Rechteckfenstern. Das Langhaus hat im Norden und Süden jeweils ein Spitzbogenportal mit profiliertem – später überarbeitetem – Gewände. Im Süden des Langhauses gibt es einen Kapellen- und Sakristeianbau. Der Ostgiebel des Langhauses trägt einen Dachreiter mit einem Zwiebelhelm aus der Zeit um 1900.

## Ausstattung
Der schlichte neugotische Altar entstand 1906. In der Südkapelle steht ein Altarretabel (um 1720), das Altarblatt zeigt den Besuch der Heiligen Familie. Im Nordschiff steht auf einer schlichten Mensa eine Kreuzigungsgruppe mit Gottvater und Heiliggeisttaube aus der Zeit um 1720. Die barocke Kanzel wurde 1990/1991 verändert und versetzt. Zwei Leinwandbilder mit der Darstellung des Erzengel Michaels und der Anbetung Christi entstanden um 1600. Der Taufstein auf einer Sockelplatte ist vermutlich romanisch.
Die Orgel baute Franz Capek (1926). Zwei Glocken wurden 1950 gegossen.